# Die Entfernung zwischen dem Himmel und uns
Die Entfernung zwischen dem Himmel und uns ist ein griechisch-französischer Kurzfilm von Vasilis Kekatos aus dem Jahr 2019.

## Handlung
Ein junger Tramper aus Kypseli ist an einer Tankstelle unweit von Athen gestrandet. Er hat kein Geld, verspricht einem Mann, den er über das Internet kennengelernt hat, jedoch, am nächsten Tag in Athen zu sein. An der Tankstelle ist auch ein junger Motorradfahrer, den der Tramper um 20 Euro bittet, auch wenn er 22,50 Euro für ein Busticket braucht. Der Fahrer lehnt ab.
Der Tramper bietet ihm als Gegenleistung zunächst Zigaretten und später Haschisch an, das er angeblich in der Nähe versteckt hat. Es entspannt sich ein zaghafter Flirt über die Frage, ob der Motorradfahrer ein Polizist ist. Der Flirt wird fortgesetzt, als der Tramper ihm zwei Origami-Unzertrennliche anbietet. Beide rauchen gemeinsam eine Zigarette und kommen sich nah. Der Motorradfahrer willigt schließlich ein, die Unzertrennlichen zu kaufen, hat jedoch nicht genug Geld dabei. Er bietet dem Tramper an, ihn nach Athen zu fahren. Da dieser nicht hinten sitzen will, fahren beide schließlich ungewöhnlich: Der Fahrer sitzt hinten, wobei der Tramper vor ihm mit dem Rücken zur Fahrtrichtung sitzt und ihn umarmt.

## Produktion
Die Idee zu Die Entfernung zwischen dem Himmel und uns kam Regisseur Vasilis Kekatos während einer Tour durch die Vereinigten Staaten, bei der ihm die Ästhetik von Tankstellen bei Nacht gefiel. Bereits beim Schreiben des Drehbuchs hatte er vor, die Rolle des Trampers mit Ioko Ioannis Kotidis zu besetzen, den er ein Jahr zuvor kennengelernt hatte. Die Entfernung zwischen dem Himmel und uns wurde im Format 4:3 gefilmt, da Kekatos im Film zahlreiche Großaufnahmen einsetzt. Beim Lied, das während der Credits läuft, handelt es sich um den Titel Surrender von The Boy.
Der Film erlebte am 24. Mai 2019 auf den Internationalen Filmfestspielen von Cannes 2019 seine Premiere und lief in der Folge unter anderem auf dem Telluride Film Festival im Wettbewerb. Er wurde am 30. November 2019 von ARTE im Rahmen der Sendung Kurzschluss erstmals im deutschen Fernsehen gezeigt, wobei er untertitelt lief.

## Auszeichnungen
Die Entfernung zwischen dem Himmel und uns gewann 2019 in Cannes die Goldene Palme für den Besten Kurzfilm sowie die Queer Palm in der Kategorie Bester Kurzfilm. Auf dem Sarajevo Film Festival war er in der Kategorie Bester Kurzfilm nominiert.